# Uncaria tomentosa
Uncaria tomentosa, llamada popularmente uña de gato, es una planta trepadora de la familia Rubiáceas originaria de Paraguay, Ecuador, Colombia, Panamá, Perú y Bolivia.

## Descripción
Tiene un tronco leñoso, delgado y trepador, que puede sobrepasar los 40 metros de longitud y logra alcanzar los 20 metros de altura. Sus hojas son opuestas, ovaladas y de margen entero, con nerviación paralela. Se asientan en el tallo por un pecíolo corto. Por encima de su inserción crecen sendas espinas curvas y reflejas -dirigidas en sentido contrario al del crecimiento del tallo- que sirven para anclarse. A esas espinas alude su nombre común, como los de una treintena de especies vegetales. 

## Distribución y hábitat
Crece en la Amazonia, a lo largo del flanco oriental de la cordillera de los Andes, y se desarrolla mejor a altitudes entre los 200 y 800 m s. n. m.

## Historia
Su descubrimiento científico data de 1830, año en que fue descrita por primera vez como especie. Sin embargo, no fue hasta los años cincuenta cuando el naturalista alemán Arturo Brell llevó a cabo los primeros estudios sistemáticos de la especie a partir de plantas recolectadas en la selva central peruana. 

## Taxonomía

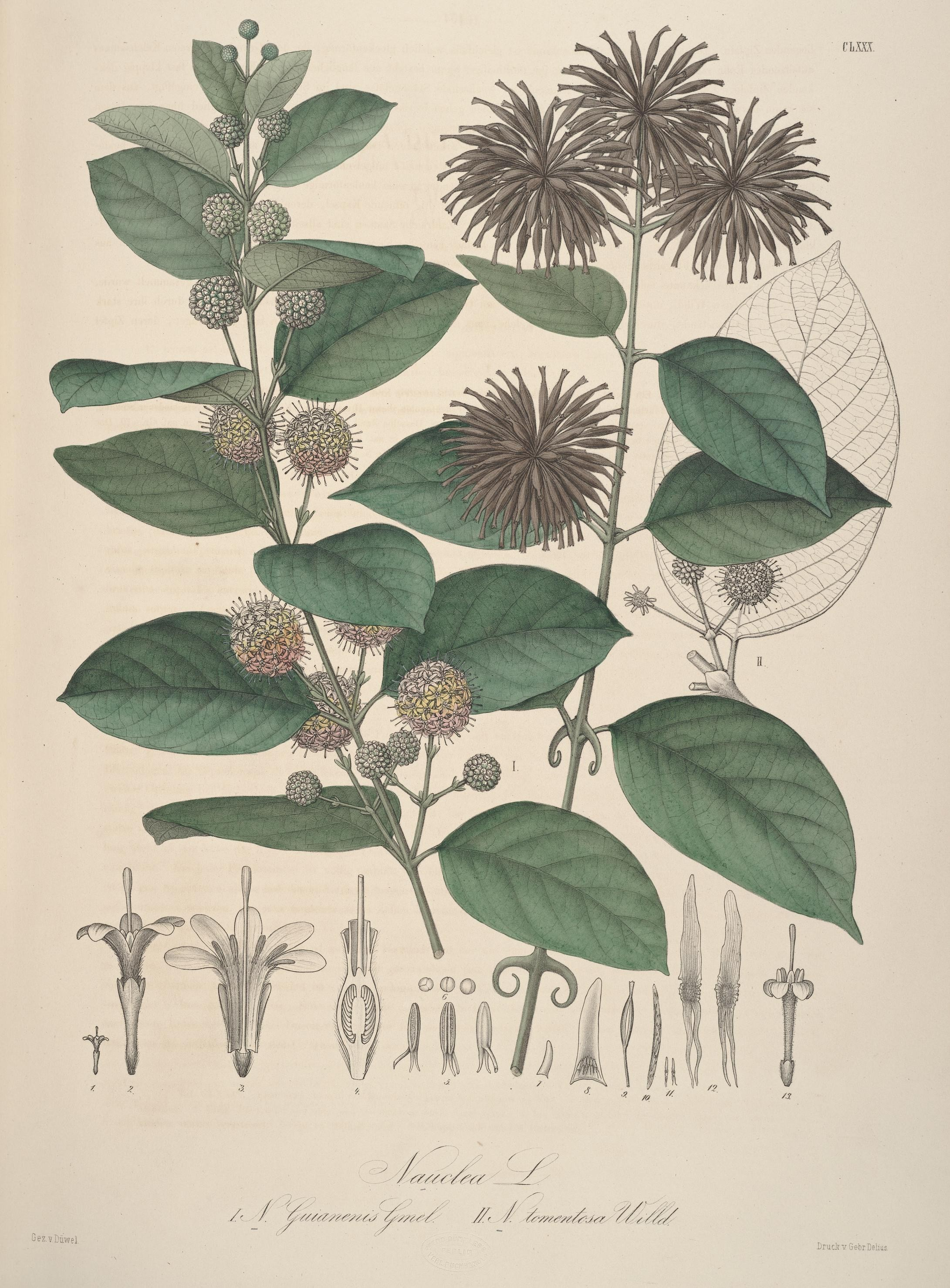
Pl. CLXXX Florae Columbiae.

Uncaria tomentosa fue descrita por (Willd. ex Schult.) DC. y publicada en Prodromus Systematis Naturalis Regni Vegetabilis 4: 349, en el año 1830.
Etimología
Uncaria: nombre genérico que deriva de la palabra latína uncus, que significa "un gancho". Se refiere a los ganchos, formados a partir de ramas reducidas, que las trepadoras de Uncaria utilizan para aferrarse a otra vegetación.
tomentosa: epíteto latíno que significa "peluda"
Sinonimia
- Cinchona globifera Pav. ex DC.
- Nauclea aculeata Kunth
- Nauclea polycephala A.Rich. ex DC.
- Nauclea surinamensis (Miq.) Walp.
- Nauclea tomentosa Willd. ex Schult. basónimo
- Ourouparia tomentosa (Willd. ex Schult.) K.Schum.
- Uncaria surinamensis Miq.
- Uncaria tomentosa var. dioica Bremek.[5]

## Usos

### Etnobotánica
Los yanesha usan una decocción concentrada de la corteza de su raíz para tratar hemorragias internas y dolores reumáticos.
Una decocción similar es usada por los asháninca.

### Promoción como panacea
No hay evidencia de su eficacia como antiviral ni antibacteriano. Su única actividad comprobada es antiinflamatoria inespecífica, siempre que se utilice como extracto o decocción. Las presentaciones como corteza u otras partes de la planta entera o procesada en cápsulas son inefectivas.